# João Maia de Loureiro
João de Avelar Maia de Loureiro (Lisboa, 3 de janeiro de 1901 - Lisboa, 7/8 de Novembro de 1949) foi um médico, professor universitário, investigador, cientista e publicista português, especializado em higiene e saúde pública, de que era perito, cuja carreira foi truncada precocemente pela sua morte prematura aos 47 anos.

## Biografia
Filho do escritor e jornalista Samuel Domingos Maia de Loureiro e de sua mulher Maria Teresa de Avelar.
Fez os seus estudos na Faculdade de Medicina da Universidade de Lisboa, onde se licenciou em 1928.
Ganhou, em 1926, o Prémio de Bacteriologia e, em 1927, o Prémio Alvarenga, de Farmacologia, ambos da Universidade de Lisboa.
Fez vários Estágios no estrangeiro, como Bolseiro da Junta de Educação Nacional e da Fundação Rockefeller. Durante esses Estágios, visitou numerosos Laboratórios e trabalhou em Berlim, Zurique, Londres, Paris e Baltimore, principalmente nas duas últimas cidades, em cada uma das quais esteve dois anos. Começou em 1929 pelo Instituto Nacional de Oncologia de Madrid, em Espanha, e, na Alemanha, pelo Kaiser Wilhelm Institut für Physikalische und Elektrochemie, onde visitou, ainda, a partir de 1930, outros estabelecimentos científicos, nomeadamente o Institut für Krebsforschung de Berlim, o Preussische Landesanstalt für Wasser-Luft-und Bodenhygiene, o Instituto Robert Koch, e o Instituto de Higiene da Universidade de Elberfeld e a Secção Científica da I. G. Farbenindustrie em Elberfeld. Nesse mesmo ano, já como Bolseiro da Junta de Educação Nacional, estagiou no Instituto de Química da Universidade de Zurich, na Suíça. Visitou também outros estabelecimentos científicos, nomeadamente na Holanda, o Instituto de Anatomia Patológica de Amsterdão, o Instituto Leuwenhoek, o Instituto Farmacoterapêutico da Faculdade de Medicina da Universidade de Amesterdão, e, já entrando em 1932, o Instituto de Medicina e Higiene Tropical, de novo na Alemanha, o Instituto Físico e Electroquímica de Dahlem, o Instituto de Química e o Instituto de Bioquímica da Universidade de Gottingen, as Secções científicas da Casa E. Merck, em Darmstadt e, na Suíça, o Instituto de Físico-Química da Universidade de Lausanne e a Secção Científica da Casa Hoffmann La Roche, em Basileia. Já como Bolseiro da Fundação Rockefeller, estagiou em França, em Paris no Institut de Biologie Physico-Chimique, e visitou ainda, já de 1932 a 1934, numerosos estabelecimentos científicos, entre eles o Institut du Radium Pierre Curie, o Institut de Chimie Physique, o Institut de Chimie Appliquée, o Institut du Cancer de Villejuif, o Institut Scientifique d’Hygiene Alimentaire e o Institute Pasteur.
Foi, sucessivamente, Assistente Livre do Instituto de Farmacologia em 1926, Assistente do Instituto Português de Oncologia em 1928, tendo sido louvado, em 1929, pelo Reitor da Universidade de Lisboa, pela sua dedicação à obra do Instituto Português de Oncologia, Assistente Contratado de Análises Clínicas dos Hospitais Civis de Lisboa em 1929, onde chegou a Chefe de Laboratório em 1932 e a Médico Analista em 1939, que acumulou, no mesmo ano, com a Chefia dos Hospitais Civis de Lisboa, chegando, finalmente, a Chefe de Serviço de Análises Clínicas em 1942.
Em 1934, tornou-se Membro Substituto da Comissão Directora do Instituto Português de Oncologia, e, em 1945, Director do Centro de Saúde de Lisboa. Trabalhou no Instituto de Farmacologia sob a direcção de Sílvio Rebelo, e no Instituto Português de Oncologia nos serviços de Anatomia Patológica, Hematologia e Microquímica.
Era Doutorado pela mesma Faculdade de Medicina da Universidade de Lisboa e em Higiene e Saúde pela Escola de Higiene da Universidade de Baltimore e pela Universidade Johns Hopkins em 1938.
Exerceu o Professorado na mesma Faculdade de Medicina da Universidade de Lisboa, onde foi Agregado Titular da Cadeira de Higiene e Epidemiologia desde 1935, ascendendo a Catedrático em 1939 e a Regente de Bacteriologia e Parasitologia em 1942, ano em que se tornou Professor-Bibliotecário.
Também criou e foi Director do Centro de Saúde de Lisboa, onde pôs em execução os conhecimentos e trabalhos executados nos Estados Unidos da América em Saúde Pública, e do Instituto Bacteriológico de Câmara Pestana desde 1942.
Dedicou-se, desde o tempo de estudante, à investigação científica, particularmente no ramo da Bioquímica, e dalgumas das suas aplicações, como a Nutrição, etc, que mais importância têm na Saúde Pública.
Fez numerosos trabalhos nos ramos da sua especialidade, publicados em muitas revistas, de Medicina e Química-Biológica, Portuguesas, Francesas, Alemãs, Espanholas, Britânicas e Americanas.
Publicou:
- Problèmes de l' Hygiène Alimentaire, e
- L'Ivresse[2]

e a monografia em Espanhol:
- Biología de la Imunidad[2]

Era marido de Simone Tiersonnier.